# Grand Prix Południowej Afryki 1972
Grand Prix Południowej Afryki 1972 (oryg. South African Grand Prix) – 2. runda Mistrzostw Świata Formuły 1 w sezonie 1972, która odbyła się 4 marca 1972, po raz 6. na torze Kyalami.
18. Grand Prix Południowej Afryki, 9. zaliczane do Mistrzostw Świata Formuły 1.